# Estrun
Estrun és un municipi francès, situat a la regió dels Alts de França, al departament del Nord. L'any 2006 tenia 447 habitants. Limita amb Bouchain, al nord-est amb Hordain, a l'est amb Iwuy, al sud-est amb Thun-l'Évêque i al sud-oest amb Paillencourt.

## Demografia
| 1962                                       | 1968 | 1975 | 1982 | 1990 | 1999 | 2006 |
| ------------------------------------------ | ---- | ---- | ---- | ---- | ---- | ---- |
| 426                                        | 502  | 460  | 464  | 441  | 421  | 447  |
| Des de 1962: població sense dobles comptes |      |      |      |      |      |      |

## Administració
| Període   | Identitat          | Partit        |
| --------- | ------------------ | ------------- |
| 1983-2008 | Jean-Marie Mettier | Divers droite |
| 2008-     | Jean Luc Fasciaux  | Divers gauche |